# Munilla
Munilla is een gemeente in de Spaanse provincie en regio La Rioja met een oppervlakte van 54,19 km². Munilla telt 105 inwoners (1 januari 2016).

## Demografische ontwikkeling
Bron: INE, 1857-2011: volkstellingen
Opm.: In 1981 werd de gemeente La Santa aangehecht